# Plumularia habereri
Plumularia habereri är en nässeldjursart som beskrevs av Eberhard Stechow 1909. Plumularia habereri ingår i släktet Plumularia och familjen Plumulariidae. Inga underarter finns listade i Catalogue of Life.